# 裴復恆
裴復恆(1902?—)江蘇吳縣人,復旦大學法學院主任,上海商學院院長,汪政權全國經濟委員會委員,江蘇省財政廳廳長.
1902年出生于江苏吴县，及长入读圣约翰大学。1923年11月24日，江苏省教育会在南通举行第六届演说竞进会，代表圣约翰大学出征，以《今日学生应有之觉悟》为题，获得甲组决赛第二名。1924年5月4日，圣约翰、沪江、金陵、之江四所教会大学举行东方四大学英文辩论赛，裴复恒代表圣约翰大学参加夺下冠军。1925年5月30日，上海南京路发生“五卅惨案”，引發學潮。裴复恒受影響逕自转学至私立复旦大学。1926年，从复旦社会科学科毕业。
1930年，裴复恒回國任复旦大学法律系主任。次年，法律系升格为法学院，裴复恒为首任院长。之後轉任中央政治會議秘書,1932年脱离南昌行营，前往上海任上海商學院院長。
1. ↑  http://alumni.law.fudan.edu.cn/info/1012/1026.htm
2. ↑  https://www.sufe.edu.cn/6b/dc/c13761a224220/page.htm
3. ↑  https://www.sohu.com/a/242928993_161795